# Magistralni put M9 (Montenegro)
Der Magistralni put M9  ist eine Nationalstraße in Montenegro, die von Vilusi entlang der Grenze zu Bosnien und Herzegowina nach Norden über Petrovići zum Grenzübergang Deleuša vor Bileća in Bosnien und Herzegowina führt. Der M9 setzt den Verlauf des M8 nach Norden fort. In Vilusi trifft er zudem auf den M7.
Die Länge der heutigen Straße beträgt 21,1 Kilometer.

## Früherer Verlauf der M9
Die Straße hat die Bezeichnung M9 durch die Neunummerierung der montenegrinischen Straßen im Jahr 2016 erhalten. Zuvor bezeichnete diese Nummer wie schon in der Zeit der SFR Jugoslawien der Straße von Kolašin über Andrijevica und Murino zum Čakorpass in den Kosovo und weiter nach Peja/Peć (seither teilweise Regionalni put R-19). Die Straße ist im Jahr 2011 asphaltiert und ausgebaut worden.